# NKT Flexibles
På fabrikken NKT Flexibles i Kalundborg fabrikeres fleksible søkabel- og ledningssystemer til olie- og gasindustrien og til kemi- og vandindustrien.
Fabriksanlægget består af 40.000 m² bygninger, der ligger på et 157.000 m² stort areal.
Der er ca. 600 ansatte.
Virksomheden er placeret ved Dokhavnen, hvor der lastes og losses.
NKT Flexibles er udskilt fra NKT Cables, men er en del af NKT Group. NKT Flexibles blev i 2011 opkøbt af NOV (National Oilwell Varco)for 3.8 millarder. 1 Arkiveret 7. november 2017 hos  Wayback Machine

## Ekstern henvisning
- NKT Flexibles Arkiveret 29. september 2007 hos  Wayback Machine
- National Oilwell Varco, Inc. (NYSE:NOV)